# Mubdar Hatim al-Dulaimi
Mubdar Hatim al-Dulaimi, född 2 januari 1951, död 6 mars 2006, var en av de främsta generalerna i Iraks armé, när han sköts till döds av en krypskytt i västra Bagdad.